# Phrynopus miroslawae
Phrynopus miroslawae es una especie de anfibio anuro de la familia Craugastoridae.

## Distribución geográfica
Esta especie es endémica de la provincia de Oxapampa en la región de Pasco, Perú. Habita en el distrito de Huancabamba a una altitud de 3363 m.

## Etimología
Esta especie lleva el nombre en honor a Miroslawa Jagielko.

## Publicación original
- Chaparro, Padial & De la Riva, 2008 : Two sympatric new species of Phrynopus (Anura: Strabomantidae) from Yanachaga Chemillen National Park (central Peruvian Andes). Zootaxa, n.º 1761, p. 49-58.[5]